# J. D. Salinger
(J. D. Salinger, Il giovane Holden, p.16, edizione Einaudi Super ET trad. Matteo Colombo (2014))
J. D. Salinger ([ˈsælɪndʒər]), all'anagrafe Jerome David Salinger (New York, 1º gennaio 1919 – Cornish, 27 gennaio 2010) è stato uno scrittore statunitense. È divenuto celebre per aver scritto Il giovane Holden (The Catcher in the Rye), romanzo di formazione che ha riscosso un'enorme popolarità fin dalla sua pubblicazione, nel 1951, per poi divenire un classico della letteratura americana.
I temi principali nei lavori di Salinger sono la descrizione dei pensieri e delle azioni di giovani disadattati, adolescenti sempre silenziosi che non esprimono ciò che provano, la capacità di redenzione che i bambini hanno su questi, e il disgusto per la società borghese e convenzionale. Salinger fu uno degli ispiratori del movimento letterario della Beat Generation, insieme ad altri autori.
Salinger partecipò poco più che ventenne alla seconda guerra mondiale e fu tra i primi soldati americani ad entrare in un lager nazista, esperienza che lo segnò. Nel 1953 lasciò New York, andando a Cornish, riducendo i contatti umani fino a vivere da recluso a partire dal 1980, forse a causa della difficoltà ad adattarsi alle luci della ribalta.
Salinger era conosciuto per la sua natura schiva e riservata, e spesso fu descritto come un misantropo; in cinquant'anni rilasciò pochissime interviste: nel 1953 ad una studentessa per la pagina scolastica The Daily Eagle di Cornish, nel 1974 al The New York Times la sua ultima intervista. Non effettuò apparizioni pubbliche, né pubblicò nulla di nuovo dal 1965 (anno in cui apparve sul New Yorker un ultimo racconto) fino alla morte, benché avesse continuato a scrivere.

## Biografia

### La vita
Jerome David Salinger nacque a New York il 1º gennaio del 1919, secondogenito dei due figli di Solomon "Sol" Salinger, un commerciante d'origini ebraico-lituane, e di Miriam Salinger (nata Marie Jillich), una casalinga d'origini tedesche, scozzesi ed irlandesi, convertitasi all'ebraismo in occasione delle nozze. Sin dal momento della conversione, la madre si considerò sempre un'ebrea e Salinger venne a conoscenza delle proprie origini "gentili" solamente in seguito alla celebrazione del bar mitzvah. Aveva una sorella maggiore, Doris (1911–2001).

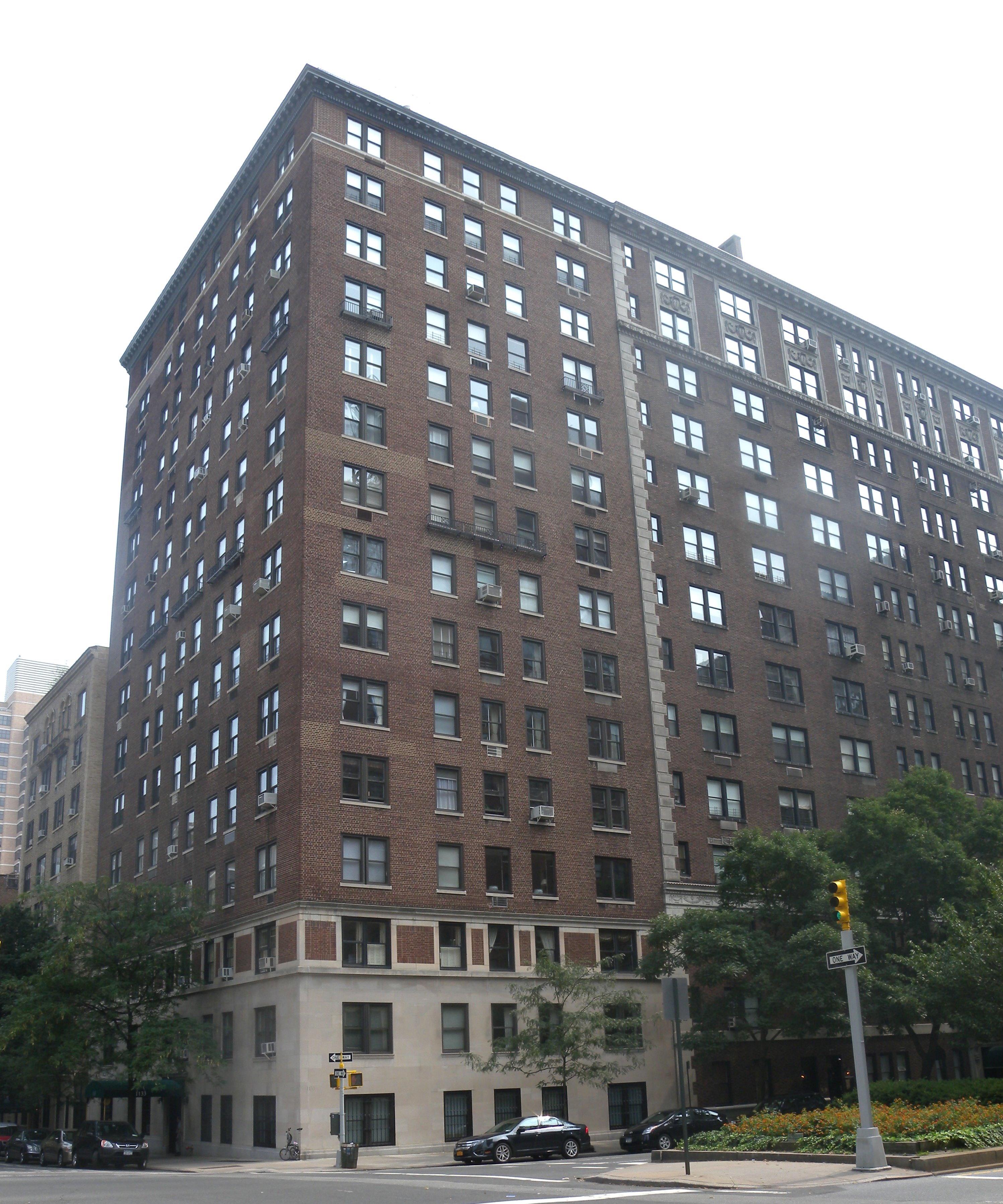
La casa di Salinger a New York

Il giovane Salinger frequentò le scuole pubbliche nell'Upper West Side di Manhattan e completò gli studi di base presso la McBurney School, dopodiché fu ben felice di sottrarsi all'iperprotettività della madre iscrivendosi al Valley Forge Military Academy and College di Wayne, in Pennsylvania. Nonostante avesse già in precedenza scritto sul giornalino scolastico della McBurney, è alla Valley Forge che Salinger iniziò a scrivere racconti "la notte, sotto le coperte, con l'aiuto di una pila elettrica."
Si iscrisse poi come matricola all'Università di New York, ma nella primavera successiva abbandonò i corsi per accettare un lavoro su una nave passeggeri. In autunno si convinse ad apprendere il lavoro del padre nel settore dell'importazione di carne, e fu mandato presso la filiale di Vienna della società, dove perfezionò la conoscenza del francese e del tedesco.
Lasciò l'Austria appena un mese prima che il paese venisse annesso alla Germania nazista, il 12 marzo 1938. L'autunno seguente frequentò l'Ursinus College di Collegeville, ma lo fece soltanto per un semestre. Nel 1939 frequentò poi il corso serale di scrittura della Columbia University. Il suo insegnante era Whit Burnett, a lungo direttore della rivista Story Magazine. Nel corso del secondo semestre Burnett capì che quel giovane autore aveva talento e, nel numero di marzo/aprile 1940 della rivista, pubblicò il racconto di debutto di Salinger, un breve ritratto di alcuni giovani senza uno scopo nella vita intitolato The Young Folks. Burnett e Salinger da allora rimasero a lungo in contatto epistolare, anche se un insieme di incomprensioni, alcune causate dalla proposta di pubblicare una raccolta di racconti a sua volta intitolata The Young Folks, finì per allontanarli.

### La seconda guerra mondiale

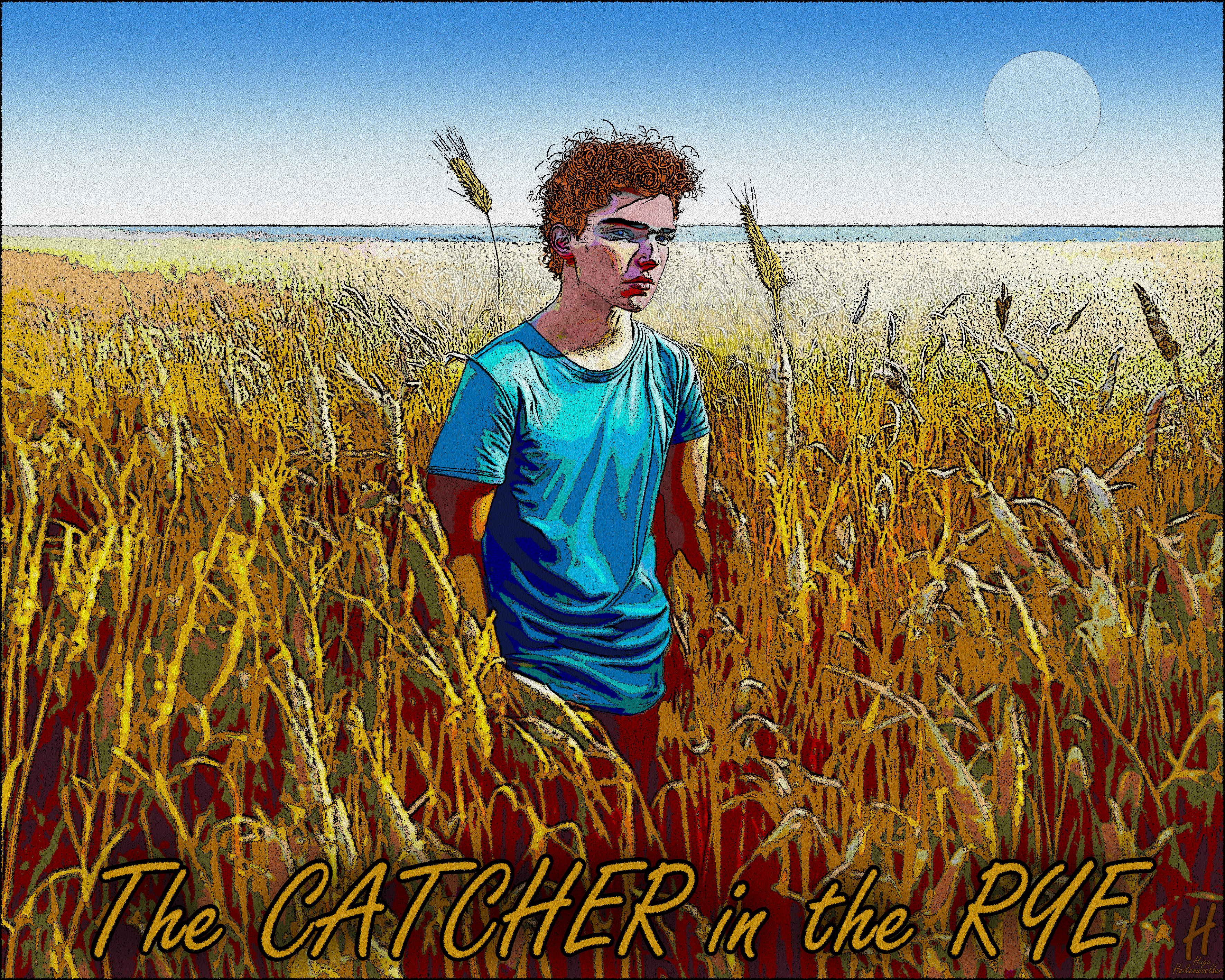
The Catcher in the Rye - Illustrazione di Hugo Heikenwaelder - 1998

Nel 1941 Salinger iniziò una relazione sentimentale con Oona O'Neill, figlia di Eugene O'Neill, a cui scriveva ogni giorno lunghissime lettere. La relazione finì quando Oona iniziò a frequentare Charlie Chaplin. Salinger fu sorteggiato per servire sotto le armi nel 1942 e, con il 12º reggimento di fanteria degli Stati Uniti, partecipò ad alcune delle più dure battaglie della seconda guerra mondiale, tra cui lo sbarco a Utah Beach nel D-Day e la battaglia delle Ardenne. Durante l'avanzata dalla Normandia verso la Germania conobbe Ernest Hemingway, allora corrispondente di guerra da Parigi, e rimase in contatto epistolare con lui. Dopo aver letto gli scritti di Salinger, Hemingway commentò: "Gesù! Ha un talento straordinario!".
Fu assegnato al servizio di controspionaggio, nell'ambito del quale interrogò i prigionieri di guerra, mettendo a frutto la propria conoscenza delle lingue. Fu tra i primi soldati ad entrare in un campo di concentramento liberato dagli alleati, forse uno dei sotto-campi di Dachau. In seguito disse alla figlia "È impossibile non sentire più l'odore dei corpi bruciati, non importa quanto a lungo tu viva." Questa esperienza, forse, lo segnò duramente sotto il profilo emotivo (dopo la sconfitta della Germania fu ricoverato per alcune settimane in ospedale per curare una sindrome da reazione allo stress del combattimento) ed è probabile che si sia servito dei propri ricordi di guerra in molti dei suoi racconti, come For Esmé with Love and Squalor, narrato in prima persona da un soldato rimasto traumatizzato. Sia nel corso della sua esperienza di guerra che quando questa ebbe termine, continuò a pubblicare racconti su riviste di alto profilo come Collier's Weekly e il Saturday Evening Post.
Dopo la fine della guerra, Salinger si offrì per trascorrere un periodo di sei mesi dedicato all'attività di de-nazificazione della Germania, nel corso del quale incontrò una donna tedesca di nome Sylvia Welter che poi sposò nel 1945. La portò con sé negli Stati Uniti, ma il matrimonio fallì dopo appena otto mesi e Sylvia tornò in Germania. Nel 1972, mentre era assieme a sua figlia Margaret, ricevette una lettera da parte di Sylvia. Guardò la busta, la stracciò e la gettò via. Disse che era la prima volta che riceveva sue notizie da quando l'aveva lasciato, ma "quando aveva chiuso con una persona, aveva chiuso per sempre".

### DalThe New Yorkerai romanzi
Nel 1948 Salinger propose al The New Yorker un breve racconto intitolato Un giorno ideale per i pescibanana. Alla redazione della rivista, nota per essere severa nei giudizi, rimasero così impressionati dalla "eccezionale qualità del racconto" che i suoi curatori editoriali lo accettarono immediatamente per la pubblicazione e fecero firmare allo scrittore un contratto che concedeva loro il diritto di prelazione su tutti i suoi futuri lavori. L'entusiasmo con cui Bananafish fu accolto, unito al fatto che a Salinger non piaceva che i racconti fossero modificati dai "furbastri", spinse lo scrittore a pubblicare i suoi lavori quasi esclusivamente sul The New Yorker. Bananafish tuttavia non rappresentava in realtà la prima volta che Salinger entrava in contatto con la rivista; nel 1942 avevano accettato di pubblicare un racconto intitolato Slight Rebellion off Madison, in cui era presente un personaggio semi-autobiografico chiamato Holden Caulfield. Il racconto però non venne poi pubblicato a causa della guerra. Slight Rebellion era collegato a varie altre storie che avevano come protagonista la famiglia Caulfield, ma il punto di vista con cui vennero affrontate si spostò poi dal fratello maggiore, Vince, al minore, Holden.
Salinger aveva confidato a varie persone che sentiva che il personaggio di Holden meritava di essere il protagonista di un romanzo. Nel 1951 uscì quindi Il giovane Holden, che riscosse un immediato successo, anche se le prime reazioni della critica non furono unanimi nel giudicarlo positivamente. Nel 1953, in un'intervista rilasciata ad un giornalino scolastico, Salinger ammise che il romanzo era "una specie di autobiografia", spiegando che "la mia adolescenza fu molto simile a quella del ragazzo del libro.... è stato un grande sollievo parlarne alla gente."
Il romanzo è dominato dal personaggio di Holden, complesso e ricco di sfumature, e la trama è in sé piuttosto semplice. Divenne famoso per l'eccezionale abilità di Salinger nel cogliere i più complessi particolari e dettagli, per la cura delle descrizioni, per il tono ironico e per le atmosfere tristi e disperate con cui viene dipinta New York.

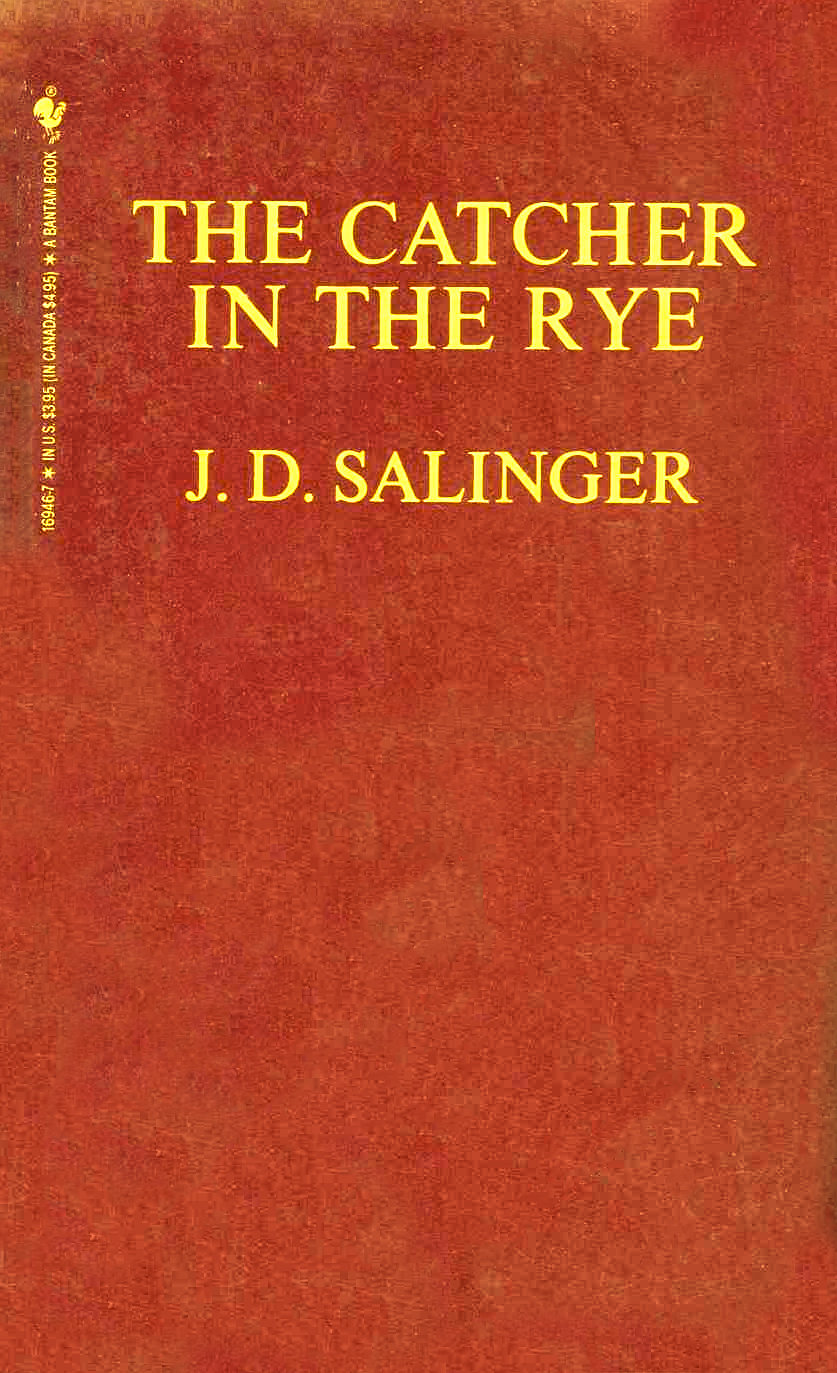
Copertina di un'edizione canadese de Il giovane Holden

Tuttavia, alcuni lettori si scandalizzarono per il fatto che Salinger affrontava la religione in termini critici e dissacratori e parlava di sesso nell'adolescenza in modo aperto e disinvolto: la popolarità del libro iniziò così a vacillare. Diversi critici sostennero che il libro non andava considerato come un'opera letteraria seria, motivando l'opinione con il tono spontaneo ed informale con cui era scritto. Il romanzo fu vietato dalla censura in alcuni paesi ed in alcune scuole statunitensi per il suo uso disinvolto di un linguaggio volgare: la parola goddamn (It. "maledizione!") vi compare 255 volte insieme ad un certo numero di fuck (It. "cazzo!"); sono inoltre presenti alcune situazioni piuttosto scabrose, come l'incontro con una prostituta.
Il romanzo è comunque tuttora popolarissimo, specialmente negli Stati Uniti, dove è considerato una perfetta descrizione dell'angoscia adolescenziale. È piuttosto facile trovare Il giovane Holden nella lista delle letture obbligatorie per gli studenti delle scuole superiori.
Nel luglio del 1951 il suo amico e curatore editoriale del New Yorker William Maxwell, in un articolo sulla rivista Book of the Month Club News, chiese a Salinger di spiegare quali fossero le sue influenze letterarie. Salinger disse: "Uno scrittore, quando gli viene chiesto di parlare della sua arte, dovrebbe alzarsi in piedi e gridare forte semplicemente i nomi degli autori che ama. Io amo Kafka, Flaubert, Tolstoj, Čechov, Dostoevskij, Proust, O'Casey, Rilke, Garcia Lorca, Keats, Rimbaud, Burns, E. Brontë, Jane Austen, Henry James, Blake, Coleridge. Non farò alcun nome di autori ancora in vita. Penso che non sia giusto."
Nel 1953 Salinger pubblicò una raccolta di sette racconti tratti dal The New Yorker (tra di essi c'è Bananafish) oltre ad altri due che la rivista aveva rifiutato. La raccolta fu pubblicata con il titolo di Nove racconti. Anche questo libro riscosse molto successo, anche se lo scrittore, già restio a pubblicizzare i suoi lavori, non avrebbe permesso al curatore editoriale di ritrarre i suoi personaggi nelle illustrazioni della sovraccoperta perché i lettori non si creassero idee preconcette sull'aspetto che avrebbero dovuto avere.

### Il ritiro dalla vita pubblica
Dopo aver raggiunto una grande notorietà grazie a Il giovane Holden, Salinger si rinchiuse gradualmente in se stesso. Nel 1953 si trasferì da New York a Cornish, nel New Hampshire. Nel periodo successivo al trasferimento nella cittadina si mostrò relativamente socievole, in particolare con gli studenti della Windsor High School, che frequentemente invitò a casa sua per ascoltare dischi e discutere di problemi scolastici. Una di questi studenti, Shirley Blaney, convinse Salinger a concederle un'intervista per la pagina dedicata alla scuola del The Daily Eagle, il quotidiano locale. Tuttavia, dopo che l'intervista della Blaney apparve in "magnifica evidenza" nella parte del giornale dedicata agli editoriali, Salinger interruppe ogni contatto con gli studenti senza alcuna spiegazione. Si fece inoltre vedere in città con frequenza molto minore, e prese a frequentare un solo amico, il giurista Learned Hand, ma anch'egli in modo piuttosto irregolare.
Nel giugno del 1955, a 36 anni, sposò la studentessa Claire Douglas. In dicembre nacque Margaret, e nel 1960 nacque Matt. Salinger insistette perché Claire abbandonasse gli studi, solo quattro mesi prima di laurearsi, e andasse a vivere con lui, cosa che la ragazza fece. Alcuni particolari del racconto Franny, pubblicato nel gennaio 1955, sono ispirati a Claire, tra cui il fatto che Claire possedeva una copia del libro Racconti di un pellegrino russo. Sia per l'isolamento della località in cui vivevano che per l'inclinazione personale dello scrittore, finirono per trascorrere lunghi periodi di tempo senza praticamente mai vedere nessuno. La figlia Margaret racconta che la madre ammise che vivere con Salinger non era facile, sia per l'isolamento sia per il suo carattere dominante; inoltre era gelosa del fatto che la figlia la stesse sostituendo come affetto principale per il marito.
La piccola Margaret era ammalata la maggior parte del tempo, ma Salinger, che seguiva i dettami della Chiesa scientista, rifiutava di portarla da un medico. Anni dopo Claire confessò a Margaret che aveva praticamente superato il limite di rottura, e aveva progettato di ucciderla per poi suicidarsi. Stava per succedere durante un viaggio a New York in compagnia del marito. Claire prese la figlia dall'hotel in cui alloggiavano e fuggì con lei; dopo alcuni mesi Salinger riuscì a convincerla a tornare a Cornish.

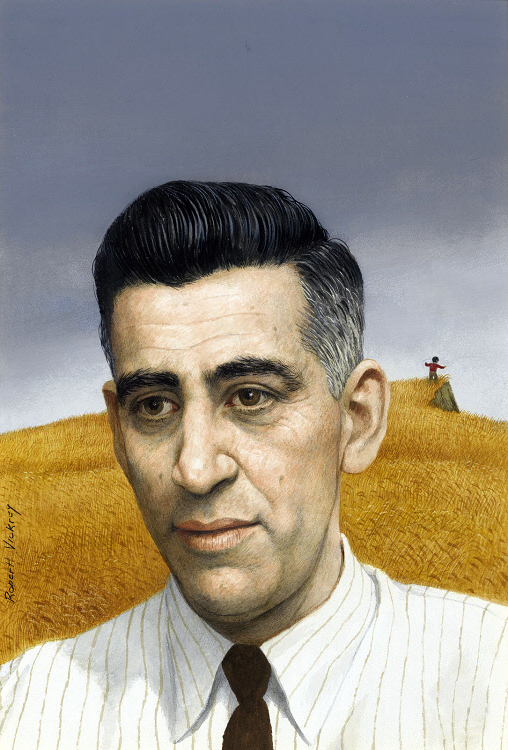
Salinger nella copertina del Time il 15 settembre 1961

Salinger pubblicò Franny e Zooey nel 1961, e Alzate l'architrave, carpentieri e Seymour. Introduzione nel 1963. Quattro lunghi racconti - due per ogni volume - in cui si sviluppava la saga della famiglia Glass, ovvero dei fratelli Seymour (già protagonista del racconto Un giorno ideale per i pescibanana), Buddy, Walter, Waker, Franny, Zooey e Boo Boo.
Nonostante il Time magazine nel 1961 avesse scritto che la saga "è lontana dall'essere completa....Salinger intende scrivere una trilogia sui Glass" da allora fino ai suoi ultimi giorni Salinger ha pubblicato soltanto un racconto. Il suo ultimo lavoro è stato Hapworth 16, 1924, un breve romanzo epistolare, scritto sotto la forma di una lunga lettera scritta dal campo estivo dal piccolo Seymour Glass, di sette anni. Proprio in quel periodo la situazione di isolamento da amici e parenti in cui Salinger costringeva la moglie - Margaret in seguito scrisse che era una "prigioniera virtuale" - spinse Claire a separarsi: era il settembre del 1966. Il divorzio fu ufficializzato nell'ottobre 1967.
Nel 1972, a 53 anni, ebbe per un anno una relazione con la diciottenne scrittrice Joyce Maynard, che già pubblicava per la rivista Seventeen. Il New York Times aveva chiesto alla Maynard di scrivere un articolo per loro che, quando il 23 aprile 1972 fu pubblicato con il titolo di "An Eighteen Year Old Looks Back On Life" l'aveva resa la celebrità del momento. Salinger le scrisse una lettera, mettendola in guardia sui rischi che la fama comporta. Dopo che si furono scambiati 25 lettere, l'estate successiva al primo anno trascorso all'Università Yale, la Maynard andò da Salinger.
Quell'autunno la Maynard non tornò a Yale e passò dieci mesi a casa di Salinger a Cornish; la relazione finì, disse in seguito Salinger alla figlia Margaret, perché la ragazza voleva figli e lui invece non sopportava di nuovo bambini reali (al contrario dei bambini immaginari che compaiono nei suoi scritti). La Maynard lo descrisse come un egoista incapace di amare.
Salinger continuò a scrivere con regolarità, per qualche ora tutte le mattine; secondo la Maynard entro il 1972 aveva già completato due nuovi romanzi. In una delle rare interviste, concessa al The New York Times nel 1974, lo scrittore spiegò: "Non pubblicare mi dà una meravigliosa tranquillità...Mi piace scrivere. Amo scrivere. Ma scrivo solo per me stesso e per mio piacere."
Pare che diverse volte, negli anni settanta sia stato sul punto di pubblicare uno dei nuovi scritti, ma che abbia cambiato idea all'ultimo momento. Nel 1978 la rivista Newsweek scrisse che Salinger, mentre partecipava ad una festa in onore di un vecchio commilitone, disse che aveva da poco completato un "libro lungo e romantico ambientato durante la seconda guerra mondiale", ma non si sa nient'altro. Nella sua biografia Margaret Salinger ha descritto l'accurato sistema di archiviazione che suo padre usava per i manoscritti che non pubblicava: "Un contrassegno rosso significa, se muoio prima di averlo finito pubblicatelo così com'è, uno blu significa pubblicatelo ma prima sottoponetelo a revisione, e così via."

### Gli anni successivi e indiscrezioni sulla sua vita
Tentò di sfuggire alla visibilità ed alla pubblica attenzione il più possibile, a proposito scrisse che "Il desiderio che uno scrittore ha di anonimato-oscurità è la seconda dote più importante che gli sia stata affidata". Tuttavia dovette continuare a lottare contro le indesiderate attenzioni che riceveva come personaggio entrato nella cultura popolare. Decine di studenti e semplici lettori andarono fino a Cornish solo per riuscire a vederlo di sfuggita. Alcuni scrittori gli inviarono dei loro manoscritti. Negli anni settanta e ottanta, lo scrittore Franz Douskey, solitario quanto lui e suo vicino di casa, prese l'abitudine di sviare i turisti mandandoli per una serie di stradine sterrate allontanandoli da casa Salinger ed indirizzandoli nelle cittadine circostanti. I fotografi scatteranno molte foto non autorizzate di lui durante momenti della sua vita quotidiana, come ad esempio le sue passeggiate o l'uscita da un negozio (una foto del 1990 mostra un Salinger sorpreso e arrabbiato contro il fotografo, che lo immortalò al supermercato).
Subito dopo essere venuto a conoscenza del fatto che lo scrittore britannico Ian Hamilton aveva intenzione di pubblicare In Search of J. D. Salinger: A Writing Life (1935-65), una sua biografia che comprendeva alcune lettere che aveva scritto ad altri autori ed amici, Salinger intentò causa per impedire l'uscita del libro. Il libro uscì nel 1988 ma con le lettere, anziché in originale, parafrasate. Il tribunale aveva stabilito che, anche se una persona può possedere fisicamente delle lettere, il linguaggio con cui sono scritte appartiene comunque all'autore. Una conseguenza imprevista della causa fu che molti dettagli della vita privata di Salinger, tra cui il fatto che aveva passato gli ultimi vent'anni scrivendo, parole sue, "Solo un'opera di fantasia... tutto qui", divennero pubblici grazie alla trascrizione degli atti del processo. Finirono per essere ampiamente diffusi anche estratti dalle sue lettere. Salinger stesso depose in tribunale affermando, alla domanda del giudice su quale fosse la sua professione: «Mi occupo di narrativa, non saprei come meglio definire il mio lavoro. Seguo i miei personaggi nella loro naturale evoluzione. È quello il mio punto di partenza».
Nel corso degli anni ottanta Salinger intrattenne una relazione sentimentale con l'attrice televisiva Elaine Joyce. La relazione finì quando incontrò Colleen O'Neill, che sposò verso il 1988. La O'Neill, di quarant’anni più giovane dello scrittore, una volta ha detto a Margaret che stavano cercando di avere un figlio.
Con una mossa a sorpresa nel 1997 Salinger concesse ad un piccolo editore, la Orchises Press, il permesso di pubblicare Hapworth 16, 1924, il racconto che in precedenza non era mai stato incluso in alcuna raccolta; la pubblicazione era prevista per quello stesso anno, e il libro fu incluso tra l'elenco delle novità di Amazon.com ed altri librai. Tuttavia, è stata più volte rinviata, fino al 2002. Alla fine non fu pubblicato né fu più fissata una nuova data.
Nel 1999, venticinque anni dopo la fine della loro relazione, Joyce Maynard mise all'asta alcune lettere che Salinger le aveva scritto. La vendita servì per pubblicizzare un'autobiografia della Maynard stessa, At Home in the World: A Memoir, che uscì in quell'anno. Tra le altre indiscrezioni, il libro racconta come la madre della Maynard l'avesse consigliata su come fare colpo sull'attempato scrittore, e descrive per intero la sua relazione con lui. Raccontò di averlo incontrato a distanza di anni dalla fine della relazione, e per l'ultima volta, nel 1997.
Nel dibattito che seguì sia sull'autobiografia che sulle lettere, la Maynard sostenne che era stata costretta a metterle all'asta per problemi economici e che avrebbe preferito donarle alla Beinecke Library. Le lettere furono acquistate per 156 500 dollari dallo sviluppatore di software Peter Norton, che annunciò la sua intenzione di restituirle a Salinger.
L'anno seguente, sua figlia Margaret, con l'aiuto della sua seconda moglie Claire, pubblicò Dream Catcher: A Memoir. Nel suo libro di "rivelazioni", la Salinger descrisse il terribile dominio e controllo che il padre esercitava su sua madre e sfatò molti dei miti su Salinger che erano stati diffusi dal libro di Ian Hamilton. La donna scrive, sull'esperienza di guerra: "I pochi uomini che sopravvissero a questo ne riportarono ferite nel corpo e nell'anima", ma dopotutto per lei suo padre era "Uno dei primi soldati ad entrare in un vero campo di concentramento appena liberato". Una delle tesi di Hamilton era che l'esperienza di Salinger, e il conseguente disturbo post-traumatico da stress che aveva sofferto, lo avessero lasciato psicologicamente segnato, e che fosse incapace di affrontare l'aspetto traumatico della sua esperienza bellica. La figlia invece fa un ritratto del padre come quello di un uomo enormemente orgoglioso del suo curriculum militare, che aveva mantenuto lo stesso taglio di capelli della leva e conservato la divisa, e che per spostarsi nei suoi campi ed andare in paese usava una vecchia Jeep.
Margaret presentò al pubblico anche altre indiscrezioni sulla "mitologia" salingeriana, tra cui il suo supposto interesse per la macrobiotica e l'adesione a quella che oggi viene definita "medicina alternativa", nonché la passione per le filosofie orientali. Poche settimane dopo la presentazione del libro, il fratello Matt, con una lettera al The New York Observer, screditò il valore dell'autobiografia. Definì lo scritto della sorella "un racconto gotico ispirato ad una nostra immaginaria infanzia" ed affermò "Non ho alcuna autorità per dire se stia alterando i fatti in modo conscio o meno. So solo che sono cresciuto in una casa molto diversa e con due genitori molto diversi da quelli descritti da mia sorella".
Nel giugno 2009 Salinger attraverso i propri avvocati ha chiesto il divieto alla pubblicazione di 60 Years Later: Coming Through the Rye, il cui autore usa lo pseudonimo di J. D. California: si tratta di un volume presentato come il seguito del Giovane Holden, senza aver ottenuto l'autorizzazione da parte dello stesso Salinger, che del proprio capolavoro intende così tutelare il copyright assoluto, compreso il diritto di pubblicare eventuali sequel.

### La morte
J. D. Salinger, malato da tempo di tumore al pancreas, morì il 27 gennaio 2010 a 91 anni. Nel 2013 venne presentato Salinger - Il mistero del giovane Holden, documentario biografico dello scrittore diretto da Shane Salerno e prodotto dalla casa cinematografica The Weinstein Company.

## Le convinzioni religiose e filosofiche

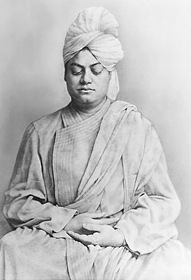
Il guru Vivekananda

Verso la fine degli anni quaranta, Salinger fu un entusiasta seguace del Buddhismo Zen, al punto che "Dava delle liste di letture sull'argomento alle ragazze con cui aveva appuntamento" ed incontrò lo studioso buddista D. T. Suzuki. Dal buddhismo passò poi all'Induismo. Da allora lo scrittore, come descritto nel libro di Som P.Ranchan An Adventure in Vedanta: J. D. Salinger's the Glass Family, studiò per tutta la vita l'Induismo nella versione Advaita Vedānta. Altre importanti figure furono per lui Shri Ramakrishna ed il suo allievo Vivekananda. Questa scuola di pensiero pone l'attenzione sul celibato e sul distacco dalle responsabilità umane come la famiglia, come vie da seguire per coloro che cercano l'illuminazione. Margaret sostiene che, forse, se suo padre non avesse letto Autobiography of a Yogi di Paramahansa Yogananda, che espone la possibilità di raggiungere l'illuminazione per coloro che seguono la via del "capofamiglia" (ovviamente una persona sposata con figli), non sarebbe mai venuta al mondo.
J. D. e Claire furono iniziati a questo percorso di Kriyā Yoga in un piccolo tempio hindu che si trovava in quartiere non molto agiato di Washington. Vennero loro insegnati un mantra e degli esercizi di respirazione che dovevano praticare per dieci minuti due volte al giorno. Salinger si entusiasmava all'improvviso di volta in volta per credi diversi, credi che insisteva perché anche Claire seguisse. Si accostò a Dianetics (che in seguito prese il nome di Scientology) e, secondo Claire, incontrò anche il fondatore stesso L. Ron Hubbard.
A questi si sostituì via via la passione per un gran numero di teorie e convinzioni spiritual/medico/nutrizionali, tra cui la Chiesa Scientista, gli insegnamenti di Edgar Cayce, l'omeopatia, l'agopuntura, la macrobiotica, il digiuno, enormi dosi di vitamina C (medicina ortomolecolare), il vomito per espellere le impurità, l'abbronzatura per mezzo di specchi solari, l'urinoterapia, la glossolalia (tecnica che apprese dal Movimento carismatico), e le sedute all'interno di un "accumulatore di orgone" per accumulare energia secondo i dettami della psichiatria reichiana. Salinger si interessava anche di filosofia antica, in Franny and Zoey cita lo stoico Epitteto.

## I rapporti con Hollywood e il mondo del cinema
In una lettera a Whit Burnett del 1942, Salinger scrisse con entusiasmo: "Volevo vendere un po' di roba al cinema, tramite le riviste. Devo cercare di fare un bel colpo, in modo da poter andarmene a lavorare dopo la guerra." Dopo essere però rimasto deluso in quest'aspirazione, secondo Hamilton, quando "le chiacchiere provenienti da Hollywood" riguardo al suo racconto del 1943 The Varioni Brothers non si concretizzarono, Salinger non esitò quando il produttore indipendente Samuel Goldwyn si offrì di acquistare i diritti cinematografici del racconto Uncle Wiggily in Connecticut. Nonostante lo scrittore avesse venduto i diritti con la speranza, secondo quanto riportato dalla sua agente Dorothy Olding, che "ne avrebbero tratto un buon film", la versione cinematografica del racconto fu stroncata dalla critica al momento dell'uscita nel 1949. Il film, un melodramma intitolato Questo mio folle cuore ed interpretato da Dana Andrews e Susan Hayward, si discostò talmente dal testo di Salinger che il biografo di Goldwyn A. Scott Berg lo definì un "imbastardimento".
Dopo questi fatti Salinger non concesse più a registi e produttori hollywoodiani il controllo sul suo lavoro, anche se, quando nel 1951 fu pubblicato Il giovane Holden, gli arrivarono numerose offerte per poterne realizzare l'adattamento per il grande schermo (tra queste anche quella di Samuel Goldwyn). A partire dalla sua uscita, il romanzo ha suscitato un grande interesse nel mondo del cinema, e tra coloro che hanno cercato di assicurarsene i diritti ci sono nomi come Billy Wilder, Harvey Weinstein e Steven Spielberg. Anche attori di fama come Jack Nicholson e Tobey Maguire hanno fatto offerte allo scrittore per poter interpretare Holden Caulfield, e Salinger ha rivelato che "Jerry Lewis tentò per anni di mettere le mani sulla parte di Holden". Lo scrittore però, si è ripetutamente opposto e, nel 1999, Joyce Maynard concluse che "L'unica persona ad aver potuto interpretare Holden Caulfield è stato J. D. Salinger."
Nel 1995 il regista iraniano Dariush Mehrjui girò Pari, un libero adattamento non autorizzato di Franny e Zooey. Il film ha potuto essere liberamente distribuito e proiettato in Iran, dato che il paese non ha relazioni ufficiali con gli Stati Uniti (tantomeno in ambito di copyright). Salinger ha dato mandato ai suoi legali di impedire una proiezione del film al Lincoln Center che era stata organizzata nel 1998.
Mehrjui definì la mossa di Salinger "sconcertante", spiegando che vedeva il film come una sorta di scambio culturale".
Nonostante le dispute relative agli adattamenti delle sue opere, Salinger è stato comunque descritto come un grande appassionato di cinema e tra i suoi film preferiti ci sono Gigi, La signora scompare, Il prigioniero di Amsterdam e Il club dei 39 (il film preferito di Phoebe ne Il giovane Holden), oltre a tutti i film di W. C. Fields, Stanlio e Ollio e dei Fratelli Marx.
Prima dell'avvento del videoregistratore, Salinger aveva già un'ampia collezione di classici degli anni quaranta in 16 mm. La figlia Margaret si è spinta a dire che la visione del mondo di suo padre "Essenzialmente è un prodotto dei film della sua epoca. Secondo mio padre tutti quelli che parlano spagnolo sono portoricani, lavandaie o quegli zingari sdentati e sogghignanti che si vedono nei film dei Fratelli Marx."

## Opere

### Pubblicate e uscite in raccolte e libri
- The Catcher in the Rye (1951) - protagonista: Holden Caulfield
  - Vita da uomo, traduzione di Jacopo Darca, Roma: Gherardo Casini, 1952
  - Il giovane Holden, traduzione di Adriana Motti, Torino: Einaudi, 1961
  - Il giovane Holden, traduzione di Matteo Colombo, Torino: Einaudi, 2014
- Nine Stories (1953)
  - "A Perfect Day for Bananafish" (1948) - protagonisti: La famiglia Glass
  - "Uncle Wiggily in Connecticut" (1948) - protagonisti: La famiglia Glass
  - "Just Before the War with the Eskimos" (1948)
  - "The Laughing Man" (1949)
  - "Down at the Dinghy" (1949) - protagonisti: La famiglia Glass
  - "For Esmé with Love and Squalor" (1950)
  - "Pretty Mouth and Green My Eyes" (1951)
  - "De Daumier-Smith's Blue Period" (1952)
  - "Teddy" (1953) - Theodore McArdle
    - Nove storie, traduzione di Carlo Fruttero, Torino: Einaudi, 1962
- Franny and Zooey (1961)
  - "Franny" (1955) - protagonisti: La famiglia Glass
  - "Zooey" (1957) - protagonisti: La famiglia Glass
    - Franny e Zooey, traduzione di Romano Carlo Cerrone e Ruggero Bianchi, Torino: Einaudi, 1963
- Alzate l'architrave, carpentieri e Seymour. Introduzione (1963)
  - "Raise High the Roof-Beam, Carpenters" (1955) - protagonisti: La famiglia Glass
  - "Seymour: An Introduction" (1959) - protagonisti: La famiglia Glass
    - traduzione di Romano Carlo Cerrone, Torino: Einaudi, 1965
- The Kit Book for Soldiers, Sailors and Marines (1943)
  - "The Hang of It" (1941)
- Post Stories 1942-45, ed. Ben Hibbs (1946)
  - "A Boy in France" (1945)
- Best American Short Stories 1949, ed. Martha Foley (1949)
  - "A Girl I Knew" (1948)
- Stories: The Fiction of the Forties, ed. Whit Burnett (1949)
  - "The Long Debut of Lois Taggett" (1942)
- The Armchair Esquire, ed. L. Rust Hills (1959)
  - "This Sandwich Has no Mayonnaise" (1945) - protagonista: Vincent (D.B.) Caulfield
- Fiction: Form & Experience, ed. William M. Jones (1969)
  - "Go see Eddie" (1940)
- Wonderful Town: New York Stories from the New Yorker, ed. David Remnick (2000)
  - "Slight Rebellion off Madison" (1946) - protagonista: Holden Caulfield

### Pubblicate solo su riviste
- The Young Folks (1940)
  - traduzione Delfina Vezzoli in I giovani, Milano, Il Saggiatore, 2015
- Go See Eddie (1940)
  - traduzione Delfina Vezzoli in I giovani, Milano, Il Saggiatore, 2015
- The Heart of a Broken Story (1941)
- Personal Notes of an Infantryman (1942)
- The Varioni Brothers (1943)
- Both Parties Concerned (1944)
- Soft Boiled Sergeant (1944)
- Last Day of the Last Furlough (1944) - protagonista: Holden Caulfield
- Once a Week Won't Kill You (1944)
  - traduzione Delfina Vezzoli in I giovani, Milano, Il Saggiatore, 2015
- Elaine (1945)
- The Stranger (1945)
- I'm Crazy (1945) - protagonista: Holden Caulfield
- A Young Girl in 1941 with No Waist at All (1947)
- The Inverted Forest (1947)
- Blue Melody (1948)
- Hapworth 16, 1924 (1965) - protagonisti: La famiglia Glass
  - traduzione Simona Magherini, Milano: Eldonejo, 1997

Vedi  The Uncollected Stories of JD Salinger, su geocities.com. URL consultato il 2 luglio 2007 (archiviato dall'url originale il 28 ottobre 2009).

### Non pubblicate
Salinger avrebbe dato disposizione testamentaria che il materiale inedito venisse pubblicato 50 anni dopo la sua morte, quindi nel 2060. Ma nel novembre 2013 i tre suoi scritti The Ocean Full of Bowling Balls, Paula e Birthday Boy sono stati resi pubblici sul web.
Nella biografia intitolata Salinger - Il mistero del giovane Holden (Salinger), David Shields e Shane Salerno sostengono invece che la data autorizzata sia tra il 2015 e il 2020: i lavori riguarderebbero cinque storie della famiglia Glass; un romanzo basato sul matrimonio con la prima moglie Sylvia; un romanzo in forma di diario sul controspionaggio nella seconda guerra mondiale; un manuale sulle storie Vedānta; altre storie sulla vita di Holden Caulfield.

#### Alla biblioteca di Princeton
- The Ocean Full of Bowling Balls  The Ocean Full of Bowling Balls, su geocities.com. URL consultato il 2 luglio 2007 (archiviato dall'url originale l'11 marzo 2007). (data sconosciuta) - protagonista: Vincent (D.B.) Caulfield
- The Last and Best of the Peter Pans  The Last and Best of the Peter Pans, su geocities.com. URL consultato il 2 luglio 2007 (archiviato dall'url originale il 12 ottobre 2008). (data sconosciuta) - protagonista: Holden Caulfield
- The Magic Foxhole (1945)
- Two Lonely Men (1944)
- The Children's Echelon (1944)

 Vedi   The Unpublished Stories of JD Salinger, su geocities.com. URL consultato il 2 luglio 2007 (archiviato dall'url originale il 21 febbraio 2008).

## Nella cultura di massa
- Nel romanzo fantastico Shoeless Joe di W. P. Kinsella (1982), J. D. Salinger è uno dei protagonisti, ma nel suo successivo adattamento cinematografico, L'uomo dei sogni (1989), per evitare possibili controversie legali, il personaggio venne sostituito da quello di uno scrittore fittizio chiamato Terence Mann, interpretato da James Earl Jones.[63]
- Una versione fittizia di Salinger compare nella serie animata BoJack Horseman dove è doppiato da Alan Arkin. Nella serie verrà rintracciato da Princess Carolyn che lo riporterà a Hollywoo (nome fittizio di Hollywood) dove creerà il game show Star e celebrità di Hollywoo: che cosa sanno? Conoscono le cose? Scopriamolo! a cui il protagonista, BoJack Horseman, parteciperà nella puntata pilota con Daniel Radcliffe.
- Nel 2017 venne realizzato il film biografico sulla vita di Salinger Rebel in the Rye, scritto e diretto da Danny Strong. Nel film Salinger è interpretato da Nicholas Hoult.
- L'opera di Salinger, e soprattutto il racconto Un giorno ideale per i pescibanana, è alla base dell'ispirazione per il manga Banana Fish di Akimi Yoshida, che è stata anche adattata in un anime.
- Il film Un anno con Salinger (2020) parla di una scrittrice californiana che si trasferisce a New York dove risponde alle lettere di Salinger.  Scritto e diretto da Philippe Falardeau, è basato sul romanzo autobiografico omonimo di Joanna Rakoff.